# Daniela Georgieva
Daniela Georgieva, född den 22 september 1969 som Daniela Spasova, är en bulgarisk före detta friidrottare som tävlade i kortdistanslöpning främst på 400 meter.
Georgievas främsta merit är bronsmedaljen från inomhus-VM 1995 i Barcelona. Hon deltog vid Olympiska sommarspelen 2000 men tog sig då inte vidare från försöken.
I dag bor hon i USA och arbetar som friidrottstränare. 

## Personliga rekord
- 400 meter - 50,25 från 1995